# 99 франків (роман)
«99 франків»  — роман французького письменника Фредеріка Беґбеде, що вийшов у серпні 2000 року. Українською мовою роман видало видавництво Фоліо 2004 року.
На основі роману 2007 року Францією було знято однойменний фільм.
| Брюно Ле Му нас покинув, ця книга присвячувалася саме йому. Коли вже так сталося, дарую її Хлої, яка щойно народилася. |

## Анотація книги

### Україна
Книга представляє сатиричний погляд на сучасний рекламний бізнес. У ній описано історію рекламного креативника Октава Паранго. Його вважають генієм, бо він займається рекламою у великому рекламному агентстві та здатен продати будь-яку ідею. Разом зі своїм артдиректором головний герой вигадує рекламні слогани, зачіпки, повноцінні ролики, які потім примушують людей купувати певний товар.

## Видання
- 2004 рік — видавництво Фоліо[3].